# Caffè Veloce
Caffè Veloce (jap. カフェ・ベローチェ, zapis stylizowany CAFFÈ veloce) – japońska marka kawiarni prowadzonych przez C-United Co., Ltd. Wcześniej była obsługiwana przez Chat Noir Co., Ltd.

## Nazwa
Słowo „veloce” oznacza po włosku „szybko”. Celem kawiarni jest zapewnienie szybkiej i miłej obsługi każdemu klientowi.

## Historia
Pierwsza kawiarnia Caffè Veloce została otwarta w 1986 roku w dzielnicy Yoyogi, północnej częścią okręgu Shibuya.
Poprzednikiem Caffè Veloce była kawiarnia Chat Noir, która została założona w Fussa w Tokio w 1965 roku. Słowo „chat noir” oznacza po francusku „czarny kot”, co dało początek symbolowi czarnego kota. Czarny kot, który wyrył swoją historię wraz z nazwą kawiarni, wciąż jest symbolem Caffè Veloce.